# Scytodes panguana
Scytodes panguana är en spindelart som beskrevs av Antonio D. Brescovit och Hubert Höfer 1999. Scytodes panguana ingår i släktet Scytodes och familjen spottspindlar.
Artens utbredningsområde är Peru. Inga underarter finns listade i Catalogue of Life.